# Stade Aline Sitoe Diatta
Het Stade Aline Sitoe Diatta is een multifunctioneel stadion in Ziguinchor, Senegal. Het stadion is vernoemd naar Aline Sitoe Diatta, een heldin uit de onafhankelijkheidsstrijd van Senegal. Het stadion wordt vooral gebruikt voor voetbalwedstrijden. De voetbalclub Casa Sports uit Ziguinchor speelt in dit stadion zijn thuiswedstrijden. In het stadion is plaats voor 10.000 toeschouwers. Het stadion werd gebruikt voor het Afrikaans kampioenschap voetbal 1992, dat werd gespeeld van 12 tot en met 26 januari. In dit stadion werden 6 groepswedstrijden gespeeld.

## Afrika Cup 1992
| № | Datum           | Wedstrijd                     | Uitslag | Afrika Cup 1992 | Toeschouwers |
| - | --------------- | ----------------------------- | ------- | --------------- | ------------ |
| 1 | 13 januari 1992 | Ivoorkust – Algerije          | 3 – 0   | Groepsfase      | 5.000        |
| 2 | 13 januari 1992 | Zambia – Egypte               | 1 – 0   | Groepsfase      | 5.000        |
| 3 | 13 januari 1992 | Ghana – Zambia                | 1 – 0   | Groepsfase      | 5.000        |
| 4 | 15 januari 1992 | Ivoorkust – Congo-Brazzaville | 0 – 0   | Groepsfase      | 5.000        |
| 5 | 17 januari 1992 | Algerije – Congo-Brazzaville  | 1 – 1   | Groepsfase      | 5.000        |
| 6 | 17 januari 1992 | Ghana – Egypte                | 1 – 0   | Groepsfase      | 5.000        |